# Ђуро Врга
Ђуро Врга (енгл. Djuro Vrga; Подгорје, 6. мај 1919 — Мичиген, 19. јул 1982) био је српски књижевник и универзитетски професор.

## Биографија
Рођен је од оца Јована и мајке Драгице 6. маја 1919. у селу Подгорје, у околини Вргинмоста, на Кордуну. Основну школу завршио је у Вргинмосту, а гимназију у Карловцу. По завршетку гимназије уписао се на Правни факултет Универзитета у Београду, али је због почетка рата био приморан да прекине школовање. Априлски рат затекао га је у селу код родитеља. Имао је ту срећу да избегне усташку каму, што се не може рећи за његовог оца Јована, кога су усташе зверски мучили, заклали и бацили у јаму. Мајка Драгица била је боље среће: премда је претрпела усташка мучења, успела је да се докопа и Србије и буде до смрти уз најмлађег сина Кирила, јеромонаха манастира Раванице, а потом професора Богословског факултета у Београду. Нарушеног здравља, замонашила се у манастиру Раваници, у коме је умрла 1946. године као монахиња Текла.
У грађанском рату од 1941. до 1945. године, Врга се одазвао позиву генерала Милана Недића и Димитрија Љотића на отпор комунистима, па је постао припадник Првог добровољачког одреда Српског добровољачког корпуса. Јесен 1944. године дочекао је са осталим добровољцима у Словенији, одакле се пребацио, преко реке Соче, у Италију где је наставио живот по избегличким камповима, најпре у Форлију, затим у логору Еболи. У Немачку је пребачен 1947. године, а пошто је имао срећу да прође испитивања бригадира Фицроја Маклејна, наредне године је са братом Павлом емигрирао у Канаду.
У новом окружењу брзо се снашао: био је сарадник Стазе православља, Гласа канадских Срба и Американског Србобрана у којима је објављивао песме на српском језику. Оженио се и добио ћерку Драгу која се родила у Виндзору 1950. године, али се убрзо потом и развео. Посао у штампарији Гласа канадских Срба напустио је 1953. године и на Универзитету у Виндзору започео студије историје које је са успехом завршио 1955. године. Постдипломске студије из области политичких наука, смер међународни односи, завршио је на Универзитету Вејн Стејт у Детроиту, а докторску тезу из области социологије одбранио је 1967. на познатом Универзитету Нотр Дам. Каријеру универзитетског професора започео је у рангу доцента на Централном мичигенском универзитету 1967. на коме је 1973. постао и редовни професор.
Као социолог и историчар, писао је искључиво на енглеском језику, а радове је објављивао у веома угледним социолошким часописима Америке, Европе и Индије. Аутор је преко сто објављених радова из ових области.
Преминуо је 19. јула 1982. у Мичигену. Сахрањен је 22. јула на гробљу Ландис лејн (енгл. Lundy's Lane Cemetery) у Нијагари.

## Дела
- „Одлазим а остајем” (2006)
- „Остала су сведочења” (2007)